# Hot in the Shade
Albums de Kiss
Crazy Nights
(1987) Revenge
(1992)
Hot in the Shade est le 15e album studio du groupe Kiss sorti en 1989. Il a été certifié Disque d'or le 20 décembre 1989 par le RIAA. Il s'agit du premier album depuis Music from « The Elder » où il y a trois membres au chant, le seul avec Eric Carr. Cet album est également le dernier où celui-ci apparaît avant sa mort en 1991.

## Contenu
Avec 15 chansons, Hot in the Shade contient la plus grande quantité de pistes des albums studio du groupe. Par conséquent, l'album est aussi l'un des plus longs avec une durée approximative d'une heure (58:39). L'album a été enregistré aux studios The Fortress en Californie et a été mixé aux studios Cherokee à Los Angeles.
Sur le clip de Rise to It, Paul Stanley et Gene Simmons apparaissent pour la première fois avec leurs maquillages depuis 1983. Bien que la scène avec Paul et Gene soit censée avoir lieu en 1975, les costumes qu'ils portent sont historiquement inexacts, la tenue de Gene provenant de la période Unmasked en 1980,  et celle de Paul Stanley de Love Gun en 1977.
Tommy Thayer, qui a coécrit Betrayed et The Street Giveth And The Street Taketh Away, a fini par devenir le guitariste soliste attitré de Kiss en 2002, remplaçant Ace Frehley.
Bonnie Tyler a repris la chanson Hide Your Heart sur son album portant le même nom que le titre, Hide Your Heart, sorti en 1988. Les artistes Molly Hatchet, Ace Frehley, Robin Beck et Gypsy ont aussi repris ce titre.
Si plusieurs titres issus de cet album ont été interprétés lors de la tournée promotionnelle de 1990, cela n'a plus jamais été le cas par la suite. Forever fait exception à cette règle mais reste rarement jouée. Paul Stanley a également l'habitude d'interpréter Hide Your Heart lors de ses tournées en tant qu'artiste solo.

## Liste des titres

### Face-A
| No | Titre                     | Auteur                                    | Chanteur(s)                | Durée |
| -- | ------------------------- | ----------------------------------------- | -------------------------- | ----- |
| 1. | Rise to It                | Paul Stanley, Bob Halligan, Jr.           | Paul Stanley, Gene Simmons | 4:08  |
| 2. | Betrayed                  | Gene Simmons, Tommy Thayer                | Gene Simmons               | 3:38  |
| 3. | Hide Your Heart           | Paul Stanley, Desmond Child, Holly Knight | Paul Stanley               | 4:25  |
| 4. | Prisoner of Love          | Gene Simmons, Bruce Kulick                | Gene Simmons               | 3:52  |
| 5. | Read My Body              | Paul Stanley, Bob Halligan, Jr.           | Paul Stanley               | 3:48  |
| 6. | Love's a Slap in the Face | Gene Simmons, Vini Poncia                 | Gene Simmons               | 4:04  |
| 7. | Forever                   | Paul Stanley, Michael Bolton              | Paul Stanley               | 3:52  |
| 8. | Silver Spoon              | Paul Stanley, Vini Poncia                 | Paul Stanley               | 4:38  |

### Face-B
| No  | Titre                                        | Auteur                                 | Chanteur(s)  | Durée |
| --- | -------------------------------------------- | -------------------------------------- | ------------ | ----- |
| 9.  | Cadillac Dreams                              | Gene Simmons, Vini Poncia              | Gene Simmons | 3:44  |
| 10. | King of Hearts                               | Paul Stanley, Vini Poncia              | Paul Stanley | 4:26  |
| 11. | The Street Giveth and the Street Taketh Away | Gene Simmons, Tommy Thayer             | Gene Simmons | 3:34  |
| 12. | You Love Me to Hate You                      | Paul Stanley, Desmond Child            | Paul Stanley | 4:00  |
| 13. | Somewhere Between Heaven and Hell            | Gene Simmons, Vini Poncia              | Gene Simmons | 3:52  |
| 14. | Little Caesar                                | Eric Carr, Gene Simmons, Adam Mitchell | Eric Carr    | 3:08  |
| 15. | Boomerang                                    | Gene Simmons, Bruce Kulick             | Gene Simmons | 3:30  |

## Composition du groupe
- Paul Stanley – guitare rythmique & chants
- Gene Simmons – basse & chants
- Bruce Kulick – guitare solo
- Eric Carr – batterie, percussions, basse & chants sur Little Caesar

### Musiciens additionnels
- Tommy Thayer – guitare sur Betrayed et The Street Giveth and the Street Taketh Away
- Phil Ashley – claviers sur Hide Your Heart et Forever
- Pat Regan - cuivres sur Cadillac Dreams
- Kevin Valentine - batterie sur You love me to hate you
- Charlotte Crossley, Valerie Pinkston, Kim Edwards-Brown - chœurs sur Silver Spoon

## Charts
| Pays                          | Meilleure position | Réf   |
| ----------------------------- | ------------------ | ----- |
| Australie (ARIA Charts)       | 30                 | [ 4 ] |
| États-Unis (Billboard 200)    | 29                 | [ 5 ] |
| Norvège (VG-lista)            | 8                  | [ 6 ] |
| Royaume-Uni (UK Albums Chart) | 35                 | [ 7 ] |
| Suède (Sverigetopplistan)     | 29                 | [ 8 ] |
| Suisse (Swiss Music Charts)   | 23                 | [ 9 ] |

## Récompense
| Date             | Récompense | Ventes  | Réf    |
| RIAA             | RIAA       | RIAA    | RIAA   |
| ---------------- | ---------- | ------- | ------ |
| 20 décembre 1989 | Or         | 500 000 | [ 2 ]  |
| CRIA             |            |         |        |
| 30 janvier 1990  | Or         | 50 000  | [ 10 ] |
| 30 janvier 1990  | Platine    | 100 000 | [ 10 ] |